# 리노 벤투라
리노 벤투라(Lino Ventura, 1919년 7월 14일 ~ 1987년 10월 22일)는 프랑스에서 활동한 이탈리아의 배우이다.

## 출연 작품
- 질 자콥: 칸느 영화제 대표 (2010, Gilles Jacob, l'arpenteur de la croisette)
- 코드명 멜빌 (2009)
- 밤의 특공대 (1986)
- 알도의 황금 (1983)
- 레미제라블 (1982)
- 운명의 알리바이 (1981)
- 주말의 연정 (1980)
- 성난 남자 (1978)
- 어깨 위의 나비 (1978)
- 메두사 (1978)
- 고귀한 희생 (1976)
- 형사 반장, 베르자 (1975)
- 새장 속의 남자 (1974)
- 재회 (1974)
- 끝없는 모험 (1972)
- 살인 영장 (1972)
- 그림자 군단 (1969)
- 시실리안 (1969)
- 대모험 (1967)
- 두번째 숨결 (1966)
- 독재자를 쏘다 (1965)
- 산적을 위한 탄식 (1964)
- 더 쓰리페니 오페라 (1963)
- 르 바토 데밀 (1962)
- 프랑스식 십계 (1962, Le Diable et les Dix Commandements)
- 빅 리스크 (1960)
- 토브루크로 가는 택시 (1960)
- 위험한 초대 (1959)
- 몽파르나스의 연인 (1958)
- 사형대의 엘리베이터 (1958)
- 매그레 서장 덫을 놓다 (1957)
- 죄와 벌 (1956)
- 현금에 손대지 마라 (1953)